# Zoopigi
Zoopigi (in greco: Ζωοπηγή) è una comunità a un chilometro a nord di Kalo Chorio nel distretto di Limassol a Cipro.